# Zoran Pančić
Zoran Pančić (ur. 25 września 1953 w Nowym Sadzie) – serbski wioślarz reprezentujący Jugosławię, dwukrotny medalista olimpijski.

## Kariera
Pančić brał udział w igrzyskach olimpijskich w Montrealu w 1976, gdzie wraz z Darko Majstorovićem zajął 9. miejsce w dwójkach podwójnych. Cztery lata później wystąpił na igrzyskach olimpijskich w Moskwie razem z Miloradem Stanulovem zajmując 2. miejsce w tej samej konkurencji. W finale uplasowali się o 2,01 sekundy za osadą NRD i o 2,73 sekundy przed osadą Czechosłowacji. Brał też udział w igrzyskach olimpijskich w Los Angeles w 1984, gdzie Pančić i Stanulov zdobyli brązowy medal w dwójkach podwójnych. Tym razem w finale lepsza o 2,72 sekundy okazała się dwójka USA, a o 1,40 sekundy szybsi byli Belgowie.
Był też w składzie jugosłowiańskiej czwórki podwójnej, która wywalczyła srebrny medal na igrzyskach śródziemnomorskich w Splicie w 1979.